# Свазиленд на Светском првенству у атлетици у дворани 2016.
Свазиленд је учествовао на Светском првенству у атлетици у дворани 2016. одржаном у Сопоту од 7. до 9. марта. Репрезентацију Свазиленда на њеном једанаестом учествовању на светским првенствима у дворани представљао је један атлетичар који се такмичио у трци на 60 метара.,
На овом првенству такмичар Свазиленда није освојио ниједну медаљу али је остварио свој најбољи резултат сезоне.

## Учесници
Мушкарци:
- Сибусисо Матсенџва — 60 м

## Резултати

### Мушкарци
| Атлетичар          | Дисциплина | Лични рекорд | Квалификације | Квалификације | Полуфинале           | Полуфинале           | Финале               | Финале       | Детаљи |
| Атлетичар          | Дисциплина | Лични рекорд | Резултат      | Место         | Резултат             | Место                | Резултат             | Место        | Детаљи |
| ------------------ | ---------- | ------------ | ------------- | ------------- | -------------------- | -------------------- | -------------------- | ------------ | ------ |
| Сибусисо Матсенџва | 60 м       | 6,88 НР      | 6,95 ЛРС      | 8. у гр. 5    | Није се квалификовао | Није се квалификовао | Није се квалификовао | 44 / 53 (56) |        |